# Dunatothrips aneurae
Dunatothrips aneurae (лат.) — вид мелких социальных трипсов рода Dunatothrips из семейства Phlaeothripidae. Австралия: штат Квинсленд, Северные Территории, Южная Австралия, Новый Южный Уэльс, Западная Австралия. Обнаружены на растениях таких видов как Acacia aneura. Вид был впервые описан в 1969 году энтомологом Лоренсом Моундом (Laurence Alfred Mound, CSIRO Ecosystems Sciences, Канберра, Австралия).
Гаплодиплоидный вид, ведёт социальный образ жизни, демонстрирует набор сходных с эусоциальными перепончатокрылыми (медоносная пчела, муравьи) черт поведения, что свидетельствует о конвергентной эволюции общественных видов Hymenoptera и Thysanoptera. Совместно строят укрытия на растениях (скрепляя филлодии паутиной), используя их для питания и размножения. Ассоциация трипсов-основательниц колоний Dunatothrips aneurae чаще всего состоит из близких родственников (сестёр), хотя группы с несвязанными родством основательниц также найдены.